# 北京地铁禁止销售报纸事件
2010年1月4日，北京市公安局公交总队给北京市地铁运营有限公司下发通知，除允许《北京娱乐信报》在站内免费发放外，禁止北京地铁各车站内所有报纸销售。北京地铁公司所属的8条线内，曾经合法的报摊被撤掉。而直至1月14日，京港地铁有限公司所运营的4号线内的售报窗才开始关闭。这一“禁报令”遭很多乘客抱怨，更遭到媒体的炮轰。1月21日，地铁公司召开通气会，宣布将把信报发放点改至站外，并将在新线空间较大的车站中设立报亭，这一事件才告一段落。4个月之后的5月10日，北京地铁宣布将重新在5号线、10号线和4号线的19座车站内设立报刊发售点，禁报令才得到解除。

## 事件发展
2010年1月4日，北京市公安局公交总队向北京市地铁运营公司下发了《关于轨道交通站内信报发放和停止销售其他报刊意见的函》，要求禁止除了信报之外的所有报纸在北京地铁中的销售。公交总队称，此举是为了避免售报造成的拥挤；而允许信报发放的原因是，该报是北京市委宣传部批准的北京唯一的地铁报，可以不影响地铁的安全。
不过，北京京港地铁有限公司所属的4号线最初并未停止报纸销售。京港地铁公司称，该公司并未收到通知；而到2010年1月14日，4号线才开始关闭售报窗口。至此，北京地铁全部线路报纸销售都已经停止。

## 反应
很多乘客抱怨买不到报纸，由于北京地铁早已禁止其他商业销售活动，地铁站内几乎成为“真空”。
2010年1月14日，律师张韬向国家工商总局反垄断与反不正当竞争执法局提交了举报信，指称“禁报令”涉嫌垄断，限制竞争。北京市政协委员王华民计划在随后的北京两会上提交提案暂缓禁报令实行，其他北京市人大代表和政协委员也对禁报令提出质疑，市人大代表毛铮铮甚至说这一禁令“有点滑稽”。
此举更引发了媒体的强烈反弹。有媒体人士称禁报令涉嫌不正当竞争。更有评论称此举涉嫌违反四项法律。新京报和京华时报等媒体连续以很大篇幅刊载评论以表达不满。香港的南华早报也引乘客的话质疑禁止报纸销售的举措是为了“减小做错事的风险”。环球时报甚至在标题上称禁报令“引起中外人士的一致反感”。

## 结果

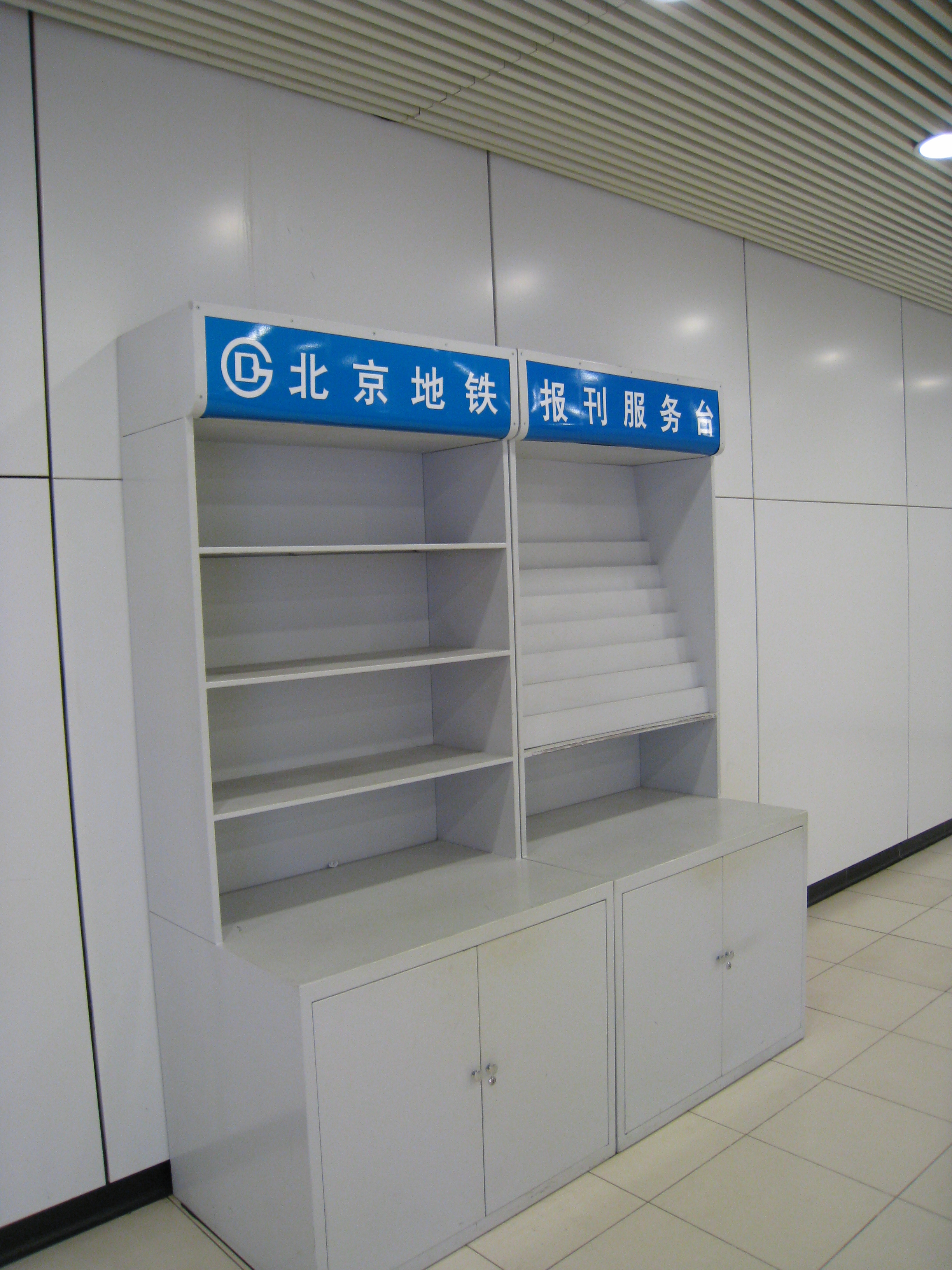
事件结束后设立的报刊亭

最终，在2010年1月21日，地铁公司召开通气会，宣布将修改“禁报令”，以解决这一举措所带来的问题。
1. 信报发放点将改到地铁车站外以确保公平。
2. 在有条件的车站外新建报亭，以便乘客在进站之前购买报纸。但是出于安全因素考虑，报亭不会距离出口过近。
3. 除了压力最大的1号线、2号线之外，地铁公司会选择一些空间较为宽裕的车站进行安全性评估，并在有关部门批准之后进行包括销售报纸在内的商业活动。
4. 地铁公司将呼吁相关部门在新线规划设计时设立商业空间[10]。

4个月之后的5月12日，北京地铁在5号线、10号线、4号线的19座车站站厅内试点开设报刊发售点，销售60余种报刊，并恢复信报在这些车站内的发放。试点之后，还将会在更多的车站重新启动报刊发售工作。至此，禁报令正式解除。